# کارپا
کارپا (به اسپانیایی: Carepa) یک سکونتگاه مسکونی در کلمبیا است که در Urabá Antioquia واقع شده‌است.